# Ručići
Ručići (en serbe cyrillique : Ручићи) est un village de Serbie situé dans la municipalité de Gornji Milanovac, district de Moravica. Au recensement de 2011, il comptait 90 habitants.

## Démographie
| 1948 | 1953 | 1961 | 1971 | 1981 | 1991 | 2002 | 2011 |
| ---- | ---- | ---- | ---- | ---- | ---- | ---- | ---- |
| 542  | 539  | 502  | 384  | 323  | 205  | 144  | 90   |

|  |